# Johnny Dumfries
John Colum Crichton-Stuart, 7. Marquess of Bute, genannt Johnny Dumfries oder auch John Bute (* 26. April 1958 in Rothesay, Schottland; † 22. März 2021), war ein britischer Automobilrennfahrer. Bis 1993 führte er den Höflichkeitstitel Earl of Dumfries.

## Motorsportkarriere
Dumfries begann seine Motorsport-Laufbahn in verschiedenen britischen Nachwuchsformeln. Um seine adligen Ursprünge zu vertuschen, gab er sich als Maler aus. 1983 stieg Dumfries in die Britische Formel-3-Meisterschaft auf. Ein Jahr später errang er in dieser Klasse mit 14 Saisonsiegen unangefochten die britische Meisterschaft. In der Formel-3-Europameisterschaft wurde er Dritter in der Gesamtwertung. 1985 unterschrieb Dumfries einen Vertrag mit Onyx für die Formel-3000-Europameisterschaft. Nach vier Rennen wechselte er in das Lola-Team, konnte aber insgesamt nur einen EM-Punkt erringen.
Trotz der schlechten Ergebnisse fand Dumfries 1986 ein Cockpit in der Formel-1-Weltmeisterschaft im Lotus-Team, das seinerzeit noch zu den Spitzenteams gehörte. Er profitierte dabei davon, dass sich Ayrton Senna weigerte, Derek Warwick als zweiten Fahrer im Team zu akzeptieren. Dumfries qualifizierte sich in Monaco nicht für den Grand Prix, da er im Qualifying den 22. Platz belegte und nur 20 Fahrzeuge zum Rennen auf dem engen Kurs zugelassen waren. Mit einem fünften Platz in Ungarn und einem sechsten Platz in Australien erzielte er insgesamt drei WM-Punkte. Damit belegte er am Saisonende den 13. Platz in der Fahrerwertung. Seinem Teamkollegen Senna war er deutlich unterlegen, der Brasilianer wurde mit 55 Punkten WM-Vierter.
Als das Lotus-Team 1987 auf Honda-Motoren umstieg, musste Dumfries seinen Platz an Satoru Nakajima abtreten. Da auch kein Platz in anderen Teams frei wurde, nahm Dumfries einen Testfahrer-Vertrag bei Benetton Formula an. Ohne Aussicht auf Fortsetzung seiner Formel-1-Karriere unterschrieb er einen Vertrag mit dem Jaguar-Team von Tom Walkinshaw für die Sportwagen-Weltmeisterschaft. Dort feierte Dumfries 1988 den größten Erfolg in seiner Rennfahrer-Karriere. Mit seinen Teamkollegen Andy Wallace und Jan Lammers gewann er das 24-Stunden-Rennen von Le Mans. 1991 beendete er seine Rennsportlaufbahn.

## Privatleben
Dumfries war Nachkomme von König Wilhelm IV.  und dessen Mätresse Dorothea Jordan. Er war der Sohn des John Crichton-Stuart, 6. Marquess of Bute aus dessen erster Ehe mit Beatrice Nicola Grace Weld Forester. 1993 erbte er durch den Tod seines Vaters dessen Titel Marquess of Bute und wurde dadurch Mitglied des House of Lords. Durch die Reformen des House of Lords Act 1999 verlor er im November 1999 seinen erblichen Parlamentssitz. Sein Familiensitz war Mount Stuart House. In der Sunday Times Rich List 2008 stand er auf Platz 616 mit einem geschätzten Vermögen von rund 125 Millionen Pfund. 2007 verkaufte er Dumfries House für 45 Mio. £ an ein Konsortium unter der Leitung von Prince Charles, die es erhalten und eine Versteigerung des Inventars verhindern wollten. Im Folgejahr wurde das Herrenhaus für die Öffentlichkeit geöffnet.
Aus seiner ersten Ehe mit Carolyn Waddell, die 1984 geschlossen und 1993 geschieden wurde, hinterließ er drei Kinder:
- Lady Caroline Crichton-Stuart (* 1984);
- Lady Cathleen Crichton-Stuart (* 1986);
- John Bryson Crichton-Stuart, 8. Marquess of Bute (* 1989).

Aus seiner 1999 geschlossenen zweiten Ehe mit Serena Solitaire Wendell, hinterließ er ein Kind:
- Lady Lola Affrica Crichton-Stuart (* 1999).

Nach Angaben seiner Familie starb er im März 2021 nach kurzer schwerer Krankheit.

## Statistik

### Statistik in der Formel-1-Weltmeisterschaft

#### Gesamtübersicht
| Saison | Team                           | Chassis   | Motor           | Rennen | Siege | Zweiter | Dritter | Poles | schn. Rennrunden | Punkte | WM-Pos. |
| ------ | ------------------------------ | --------- | --------------- | ------ | ----- | ------- | ------- | ----- | ---------------- | ------ | ------- |
| 1986   | John Player Special Team Lotus | Lotus 98T | Renault 1.5 V6t | 16     | –     | –       | –       | –     | –                | 3      | 13.     |

#### Einzelergebnisse
| Saison | 1   | 2   | 3   | 4   | 5   | 6 | 7   | 8 | 9   | 10 | 11  | 12  | 13 | 14  | 15 | 16 |
| ------ | --- | --- | --- | --- | --- | - | --- | - | --- | -- | --- | --- | -- | --- | -- | -- |
| 1986   |     |     |     |     |     |   |     |   |     |    |     |     |    |     |    |    |
| 9      | DNF | DNF | DNQ | DNF | DNF | 7 | DNF | 7 | DNF | 5  | DNF | DNF | 9  | DNF | 6  |    |

### Le-Mans-Ergebnisse
| Jahr | Team                | Fahrzeug        | Teamkollege     | Teamkollege       | Platzierung | Ausfallgrund    |
| ---- | ------------------- | --------------- | --------------- | ----------------- | ----------- | --------------- |
| 1987 | Kouros Racing       | Sauber C9       | Chip Ganassi    | Mike Thackwell    | Ausfall     | Getriebeschaden |
| 1988 | Silk Cut Jaguar     | Jaguar XJR-9 LM | Jan Lammers     | Andy Wallace      | Gesamtsieg  |                 |
| 1989 | Toyota Team Tom’s   | Toyota 89C-V    | Geoff Lees      | John Watson       | Ausfall     | Unfall          |
| 1990 | Toyota Team Tom’s   | Toyota 90C-V    | Aguri Suzuki    | Roberto Ravaglia  | Ausfall     | Unfall          |
| 1991 | Courage Compétition | Courage C26S    | Anders Olofsson | Thomas Danielsson | Ausfall     | Motorschaden    |

### Einzelergebnisse in der Sportwagen-Weltmeisterschaft
| Saison | Team                                                             | Rennwagen                                      | 1   | 2   | 3   | 4   | 5   | 6   | 7   | 8   | 9   | 10  | 11  |
| ------ | ---------------------------------------------------------------- | ---------------------------------------------- | --- | --- | --- | --- | --- | --- | --- | --- | --- | --- | --- |
| 1984   | Lloyd Racing Porsche                                             | Porsche 956                                    | MON | SIL | LEM | NÜR | BRH | MOS | SPA | IMO | FUJ | KYA | SAN |
| 1984   | Lloyd Racing Porsche                                             | Porsche 956                                    |     |     |     |     |     |     | DNF |     |     |     | DNF |
| 1985   | Lloyd Racing                                                     | Porsche 956                                    | MUG | MON | SIL | LEM | HOK | MOS | SPA | BRH | FUJ | SEL |     |
| 1985   | Lloyd Racing                                                     | Porsche 956                                    |     |     |     |     |     | DNF |     |     |     |     |     |
| 1987   | Swiftair Ecosse Sauber Motorsport Dauer Racing Liqui Moly Jaguar | Ecosse C286 Sauber C9 Porsche 962 Jaguar XJR-8 | JAR | JER | MON | SIL | LEM | NÜN | BRH | NÜR | SPA | FUJ |     |
| 1987   | Swiftair Ecosse Sauber Motorsport Dauer Racing Liqui Moly Jaguar | Ecosse C286 Sauber C9 Porsche 962 Jaguar XJR-8 |     |     |     | 8   | DNF | DNF | 2   | DNF | 1   | 2   |     |
| 1988   | Jaguar                                                           | Jaguar XJR-9                                   | JER | JAR | MON | SIL | LEM | BRÜ | BRH | NÜR | SPA | FUJ | SAN |
| 1988   | Jaguar                                                           | Jaguar XJR-9                                   | DNF | DNF | DNF | DNF | 1   | 3   | DNF | 8   | DNF | DNF | 4   |
| 1989   | Team Tom‘s                                                       | Toyota 89C-V Toyota 88C                        | SUZ | DIJ | JAR | BRH | NÜR | DON | SPA | MEX |     |     |     |
| 1989   | Team Tom‘s                                                       | Toyota 89C-V Toyota 88C                        | DNF | 4   | 10  | DNF | 7   | 10  | 8   | DNF |     |     |     |
| 1990   | Team Tom‘s                                                       | Toyota 90C-V Toyota 89C-V                      | SUZ | MON | SIL | SPA | DIJ | NÜR | DON | MOT | MEX |     |     |
| 1990   | Team Tom‘s                                                       | Toyota 90C-V Toyota 89C-V                      | 20  | DNF | DNF | 16  | DNF | DNF | DNF | 13  | DNF |     |     |
| 1991   | Courage Compétition                                              | Cougar C26                                     | SUZ | MON | SIL | LEM | NÜR | MAG | MEX | AUT |     |     |     |
| 1991   | Courage Compétition                                              | Cougar C26                                     | DNF |     |     |     |     |     |     |     |     |     |     |